# Ørstedsparken

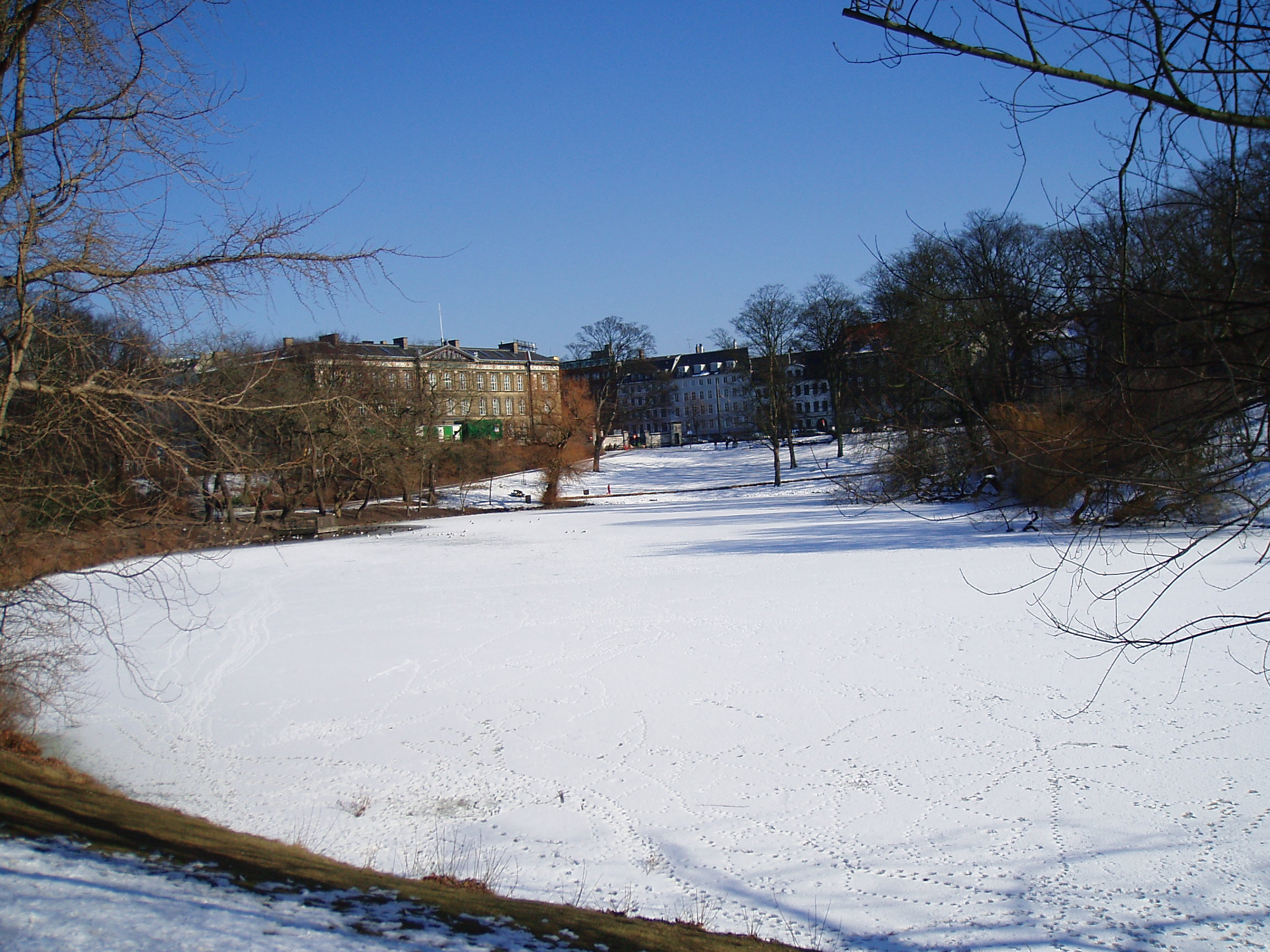
Il lago de l'Ørstedsparken in direzione ovest innevato

Ørstedsparken è un parco cittadino di Copenaghen situato tra Nørre Voldgade e Nørre Farimagsgade, che appartiene al comune di Copenaghen. Il parco è stato costruito dall'architetto paesaggista Henrik August Flindt tra il 1876 al 1879 e aperto al pubblico il 27 ottobre 1879. Il parco ha sette ingressi e copre un'area di 6,5 ettari, di cui un lago che copre 1,8 m. La struttura è protetta dal 1963 e il suo aspetto è rimasto pressoché invariato.
Il parco è - come i giardini di Tivoli, l'orto botanico e Østre Anlæg - costruito su una parte delle mura della città di Copenaghen, poiché copre l'area dal bastione Ahlefeldt alla roccaforte Helmer. Tra questi c'era il bastione di Hahn, dove, nel 1876, fu eretto un monumento con una statua di Hans Christian Ørsted. Ciò ha provocato una certa controversia, quando si pensò che il parco progettato avrebbe avuto il suo nome, cosa che è anche accaduta.
Alcune persone dell'ambiente gay di Copenaghen hanno utilizzato l'Ørstedparken per alcuni anni come luogo di appuntamento la sera e la notte. Ciò ha portato anche a diversi assalti (incluse rapine) contro omosessuali, i cosiddetti crimini d'odio.

## Monumenti
Oltre al monumento di H.C. Ørsted vi sono:
- il politico, armatore e direttore della Banca nazionale danese Lauritz Nicolai Hvidt 1777–1856
- la fondatrice della vicina scuola Zahles Natalie Zahle 1828-1913

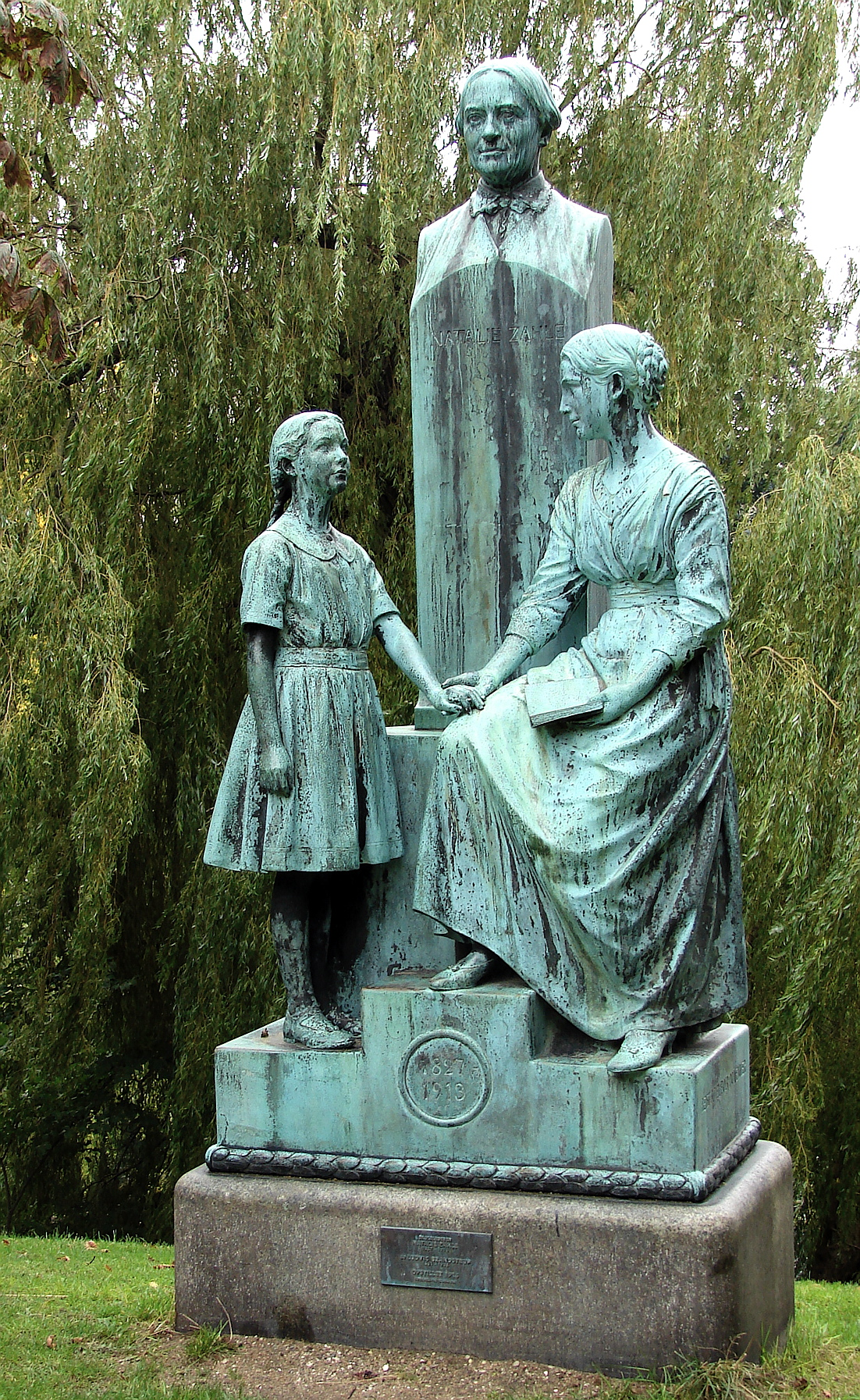
Gruppo di sculture in bronzo di Natalie Zahle che visse tra il 1827 e il 1913. Era una sostenitrice dei diritti delle donne e preside di scuola. Il monumento fu costruito da Ludvig Brandstrup ed eretto nel 1916.
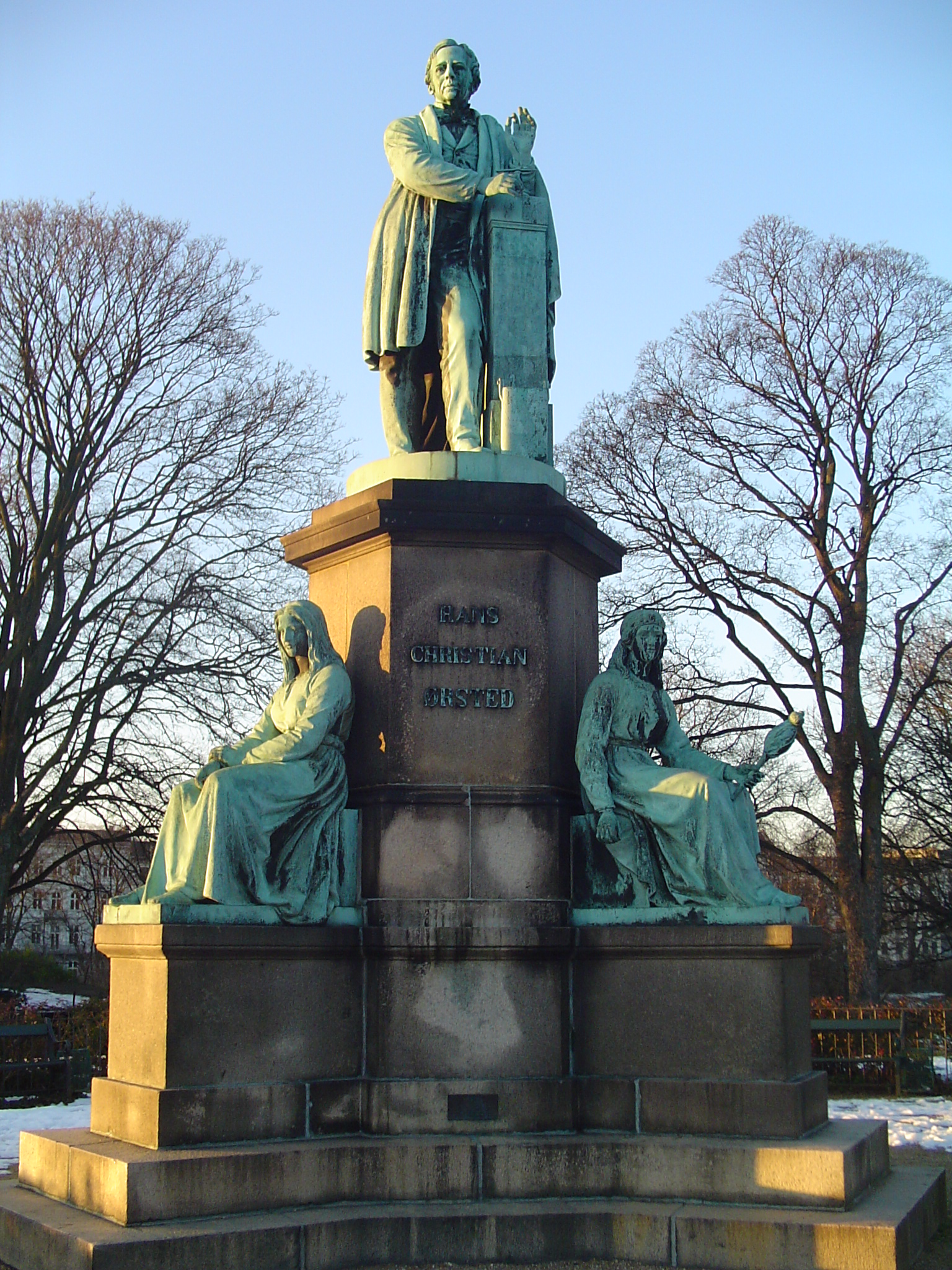
Monumento di Hans Christian Ørsted scolpito da Jens Adolf Jerichau e scoperto nel 1876.

## Strutture e utilizzo

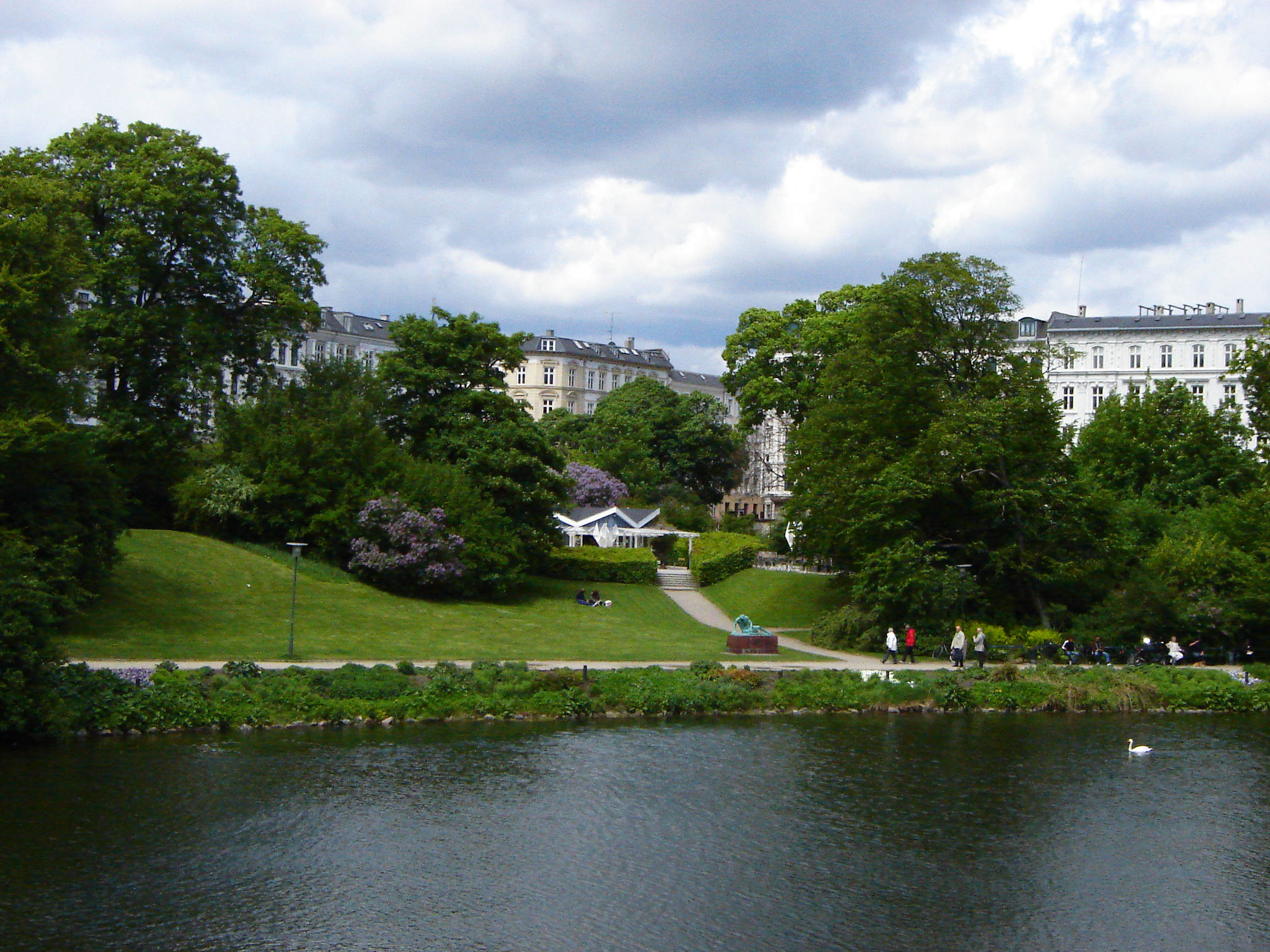
The café

Nel 1991, è stato costruito un padiglione del caffè su un sito che si affaccia sul lago. Ospita il Café Hacienda, che serve come sede di dibattiti pubblici la domenica.
Ci sono anche due parchi giochi pubblici nel parco, uno sorvegliato e barbecue per uso pubblico. Ci sono spesso eventi all'aperto sui prati, ad es. concerti in estate.